# رقم دودویی
دستگاه اعداد دوتایی یا باینری (به انگلیسی: Binary)، هر عدد (شماره) را با دو رقم ۰ و ۱ نشان می‌دهند. این نمایش اعداد را نمایش اعداد در مبنای (پایه) دو نیز می‌نامند.
اعداد ۰ و ۱ اعداد باینری هستند چرا که در زبان انگلیسی باینر به معنی دوتایی است. اعداد باینری برمبنای دو نوشته می‌شوند (زیرا از دو عدد صفر و یک تشکیل شدند)

این شمارنده نشان می‌دهد که اعداد ۰ تا ۳۱ در مبنای ۲ چگونه نمایش داده می‌شوند.

۲⁰=۱: یک بیت
۲¹=۲: دو بیت
۲² =۴: چهار بیت
۲³= ۸: هشت بیت > یک بایت
...

## شیوهٔ نمایش
اعداد ۰ و ۱ در مدارهای دیجیتالی و کامپیوتری به عنوان ارقام باینری (BInary digiTS)
و یا به اختصار بیت (BITS) شناخته می‌شوند؛ یعنی (بیت)ها همین ۰ و ۱ هستند.
- این ۰ و ۱ می‌توانند به صورت مقدارهای منطقی (درست / نادرست) یا علائم جبری (+/-) یا حالت راه اندازی (روشن / خاموش) تفسیر شوند.

«مقدارهای صفر و یک همیشه عکس هم هستند»
- از قرار دادن ۸ بیت یا هشتا از اعداد ۰ و ۱ کنار هم یک بایت تشکیل می‌شود.

بیت bit کوچک‌ترین واحد حافظه است
.
یک بایت می‌تواند یک (حرف، عدد، یک کاراکتر و…) را در خودش ذخیره کند.
- هر بایت می‌تواند ۲۵۶ (کاراکتر) را تشکیل دهد (۲⁸ برابر ۲۵۶ حالت)

برای مثال a برابر: ۰۱۱۰۰۰۰۱
و b برابر: ۰۱۱۰۰۰۱۰
و تا ۲۵۶ حالت …
- ۲¹⁰ برابر ۱۰۲۴ بایت است. که به ۱۰۲۴ بایت یک کیلو بایت می‌گویند. که به صورت تقریبی یک کیلو بایت برابر ۱۰۰۰ بایت است. یک کیلو بایت برابر ۸۱۹۲ بیت است (۱۰۲۴*۸)

یک کیلو بایت که با KB نمایش می‌دهند می‌تواند ۱۰۲۴ کاراکتر یا حروف لاتین را ذخیره کند
- ۲²⁰ برابر ۱٬۰۴۸٬۵۷۶ تا بایت است یا ۱۰۲۴ * ۱۰۲۴ که به این مقدار یک مگا بایت می‌گویند یک مگابایت رو با MB نمایش می‌دهند و نشانگر یک میلیون کاراکتر است

یک مگابایت برابر ۸٬۳۸۸٬۶۰۸ صفر و یک است
واحدها همینجور ۱۰۲۴ تا ۱۰۲۴ تا اضافه می‌شوند:
- یک KB برابر ۱۰۲۴ B
- یک MB برابر ۱۰۲۴ KB
- یک GB برابر ۱۰۲۴ MB
- یک TB برابر ۱۰۲۴ GB
- یک PB برابر ۱۰۲۴ TB
- یک EB برابر ۱۰۲۴ PT

واحدهای ترابایت، پتا بایت و اگزا بایت بزرگ‌ترین واحدهایی هستند که فقط در برخی از مکان‌ها (مثل سرورها و هاست‌ها) برای ذخیره دیتا استفاده می‌شوند.
حافظه یک اگزا بایتی (EB) قادر به ذخیره ۱۱۵۲۹۲۱۵۰۴۶۰۶۸۴۶۹۷۶
کاراکتر یا حروف لاتین است
برخی حافظه‌های دیجیتالی و کامپیوتری:
- صلوات شمار: ۳ بایت (۲۴ بیت)
- ماشین حساب فیزیکی ساده: ۸ بایت
- کلیپ بورد گوشی: ۱۰۰ کیلو بایت
- فلاپی‌دیسک: ۳مگابایت
- سی دی: ۷۰۰ مگابایت
- فلش مموری: ۳۲ گیگابایت
- گوشی هوشمند: ۱۲۸ گیگابایت
- کامپیوتر: از ۲۵۶ تا ۱۰۲۴ گیگابایت
- هارد دیسک: یک ترابایت
- مغز انسان: ۳ پتابایت.

شایان ذکر است که حروف و کاراکترهای انگلیسی یک بایت (۸ بیت) هستند اما سایر زبان‌ها بخاطر تعریف مجدد شان به کامپیوتر ۲بایت (۱۶ بیت) اند.
a برابر یک بایت
آ برابر ۲ بایت
برای انتقال فایل، ارسال پیامک، خرید کردن با کارت بانکی، ذخیره فایل‌ها، استفاده از اینترنت ، کد نویسی، دانلود موسیقی، آپلود فیلم و… که هر بار در طول روز با گوشی یا کامپیوتر شخصی انجام می‌دهیم، میلیون‌ها ۰ و ۱ را با سرعت بالایی انتقال می‌دهیم.
یک عدد در مبنای دو با تعدادی ۰ و ۱ پیاپی نشان داده می‌شود. در رایانه‌ها، اعداد دودویی با دو سطح ولتاژ گوناگون نمایش داده می‌شوند؛ دلیلش آنست که پیاده‌سازی این سامانه توسط دستگاه‌های الکترونیک بسیار ساده‌تر از دیگر سیستم‌های عددی است؛ مثلاً برای پیاده‌سازی این سیستم ممکن است ولتاژ ۵- به‌عنوان «صفر» در نظر گرفته شود و ولتاژ ۵+ به‌عنوان «یک» (حالت دو قطبی) یا ولتاژ صفر به‌عنوان «صفر» و ولتاژ ۵+ به‌عنوان «یک» (حالت دودویی) در نظر گرفته شود. در دیسک‌های مغناطیسی نیز از نقاط دارای مغناطیس (یک) و بدون آن (صفر) برای نمایش داده‌ها و اعداد استفاده می‌شود.

## تبدیل دودویی به ده‌دهی و برعکس

### تبدیل از ده‌دهی به دودویی
یکی از روش‌های تبدیل از مبنای ده‌دهی به دودویی تقسیم متوالی بر عدد دو است؛ که طی آن باقی‌مانده‌ها مورد استفاده قرار می‌گیرند.
تقسیمات را تا صفر شدن خارج‌قسمت انجام می‌دهیم.
در نهایت آخرین خارج قسمت و بعد از آن باقی‌مانده‌ها را از آخر به اول کنار همدیگر قرار می‌دهیم. عدد بدست آمده معادل دودویی خواهد بود.
| ۰ | ۱۶ | ۳۲/۲ |
| - | -- | ---- |
| ۰ | ۸  | ۱۶/۲ |
| ۰ | ۴  | ۸/۲  |
| ۰ | ۲  | ۴/۲  |
| ۰ | ۱  | ۲/۲  |
|   |    | ۱    |

حالا اعداد را از پایین به بالا می‌خوانیم: ۱۰۰۰۰۰

### تبدیل از دودویی به ده‌دهی
ابتدا ارزش مکانی رقم‌ها را محاسبه نموده بدین طریق که رقم اول از سمت راست در جایگاه {\displaystyle (2)^{0}} و رقم دوم در جایگاه {\displaystyle (2)^{1}} و… می‌باشند. سپس هر کدام از رقم‌ها را در ارزش مکانی آن ضرب کرده و همه را با هم جمع می‌کنیم (جمع در مبنای ده) عدد به دست آمده در مبنای ده و برابر عدد ابتدایی در مبنای دو است.
مثال:
۱۰۰۱۰۱۲ = [( ۱ ) × ۲۵] + [( ۰ ) × ۲۴] + [( ۰ ) × ۲۳] + [( ۱ ) × ۲۲] + [( ۰ ) × ۲۱]+ [( ۱ ) × ۲۰]
۱۰۰۱۰۱2 = [۱ × ۳۲] + [۰ × ۱۶] + [۰ × ۸] + [۱ × ۴] + [۰ × ۲] + [۱ × ۱]
۱۰۰۱۰۱۲ = ۳۷۱۰

## اعمال ریاضی در اعداد دو دویی

### جمع

مداری که دو عدد یک بیتی را جمع می‌زند و دو بر یک را نیز حساب می‌کند.

ساده‌ترین عملیات ریاضی در باینری جمع است. جمع دو عدد دودویی تک رقمی نسبتاً ساده است.
۰ + ۰ → ۰
۰ + ۱ → ۱
۱ + ۰ → ۱
۱ + ۱ → ۰, یک ۱ به ستون بعد می‌رود (زیرا ۱ + ۱ = ۲ = ۰ + (۱ × ۲۱))
برای جمع کردن اعداد چند رقمی، از روشی مثل روش ده بر یک استفاده می‌کنیم و به آن دو بر یک می‌گوییم؛ یعنی اگر جمع در یکی از ارقام بزرگ‌تر یا مساوی دو شد، به رقم بعدی یک واحد اضافه می‌کنیم.
به این روش حمل کردن نیز می‌گویند؛ یعنی اگر مقدار یک رقم از عدد مبنا بزرگتر شود، یک یک به رقم بعدی حمل می‌شود. این روش در هر مبنایی (از جمله ۲ و ۱۰) قابل اجراست. همچنین این اعداد مربوط است به اعداد ۳٬۶٬۹ (اشاره به جمله معروف نیکولا تسلا)
```
 ۱ ۱ ۱ ۱ ۱ (ارقام حمل شده)

 ۰ ۱ ۱ ۰ ۱
+ ۱ ۰ ۱ ۱ ۱
-------------
 ۱ ۰ ۰ ۱ ۰ ۰ = ۳۶
```

در این مثال، دو عدد جمع شده ۰۱۱۰۱۲ (۱۳۱۰) و ۱۰۱۱۱۲ (۲۳۱۰) هستند. سطر بالا بیت‌های حمل شده را نشان می‌دهد. در ابتدا در راست‌ترین ستون، نتیجه ۲ است پس جواب در آن رقم صفر می‌شود و یک واحد به رقم بعد حمل می‌شود. در ستون دوم جمع ۱ است و با آن رقم حمل شده جمع ۲ می‌شود. پس به‌طور مشابه نتیجه ۰ و یک واحد به رقم بعد حمل می‌شود. در رقم بعد نتیجه ۳ است، جواب یک و یک واحد هم دو بر یک اتفاق می‌افتد. اگر به همین ترتیب ادامه دهیم، جواب برابر ۳۶ خواهد شد.

## ساعت باینری

نحوه خواندن ساعت باینری

ساعت باینری، زمان را طبق اصول باینری نشان می‌دهد؛ ساعت، دقیقه و ثانیه در سه ستون با چهار سطر نشان داده می‌شوند. مطابق شکل سطر اول رقم ۱، سطر دوم ۲، سطر سوم ۴، و سطر آخر رقم ۸ است. ستون سمت چپ، رقم دهگان و ستون سمت راست، رقم یکان را نشان می‌دهد که با جمع ارقام هر ستون و جمع‌بندی آن‌ها با هم عدد ساعت، دقیقه و ثانیه به دست می‌آید.

## اعداد دو دویی در کامپیوتر
در کامپیوتر هر حرف بسته به نوع ذخیره‌سازی و زبان ۸ یا ۱۶ بیت (هر بیت معادل یک ۰ یا ۱ است) است.
در ذخیره‌سازی unicode حروف انگلیسی به شکل زیر هستند:
| ۰۱۱۱۱۰۰۱ | y | ۰۱۱۱۰۰۰۱ | q | ۰۱۱۰۱۰۰۱ | i | ۰۱۱۰۰۰۰۱ | a |
| -------- | - | -------- | - | -------- | - | -------- | - |
| ۰۱۱۱۱۰۱۰ | z | ۰۱۱۱۰۰۱۰ | r | ۰۱۱۰۱۰۱۰ | j | ۰۱۱۰۰۰۱۰ | b |
| ۰۱۰۰۰۰۰۱ | A | ۰۱۱۱۰۰۱۱ | s | ۰۱۱۰۱۰۱۱ | k | ۰۱۱۰۰۰۱۱ | c |
| ۰۱۰۰۰۰۱۰ | B | ۰۱۱۱۰۱۰۰ | t | ۰۱۱۰۱۱۰۰ | l | ۰۱۱۰۰۱۰۰ | d |
|          |   | ۰۱۱۱۰۱۰۱ | u | ۰۱۱۰۱۱۰۱ | m | ۰۱۱۰۰۱۰۱ | e |
|          |   | ۰۱۱۱۰۱۱۰ | v | ۰۱۱۰۱۱۱۰ | n | ۰۱۱۰۰۱۱۰ | f |
|          |   | ۰۱۱۱۰۱۱۱ | w | ۰۱۱۰۱۱۱۱ | o | ۰۱۱۰۰۱۱۱ | g |
|          |   | ۰۱۱۱۱۰۰۰ | x | ۰۱۱۱۰۰۰۰ | p | ۰۱۱۰۱۰۰۰ | h |

## استاندارد IEC
طبق این استاندارد ۱۰۲۴ بایت به معنای یک کیلو بایت نیست و بلکه آن را یک کیبی بایت KiB به جای یک کیلوبایت KB می‌خوانند. علت شکل‌گیری این نامگذاری ایجاد سردگمی در استاندارد جهانی نامگذاری متریک می‌باشد که در آن یک کیلو معادل عدد ۱۰۰۰ است، درنتیجه برای ۱۰۲۴ از واژه کیبی kibi استفاده می‌گردد. طبق این استاندارد لازم است اطلاعت تمامی مقالات بازنگری و ویرایش گردد.
| Binary | Binary | Binary   | Binary | Binary   |
| Value  | IEC    | IEC      | Memory | Memory   |
| ------ | ------ | -------- | ------ | -------- |
| ۱۰۲۴   | KiB    | kibibyte | KB     | kilobyte |
| 10242  | MiB    | mebibyte | MB     | megabyte |
| 10243  | GiB    | gibibyte | GB     | gigabyte |
| 10244  | TiB    | tebibyte | TB     | terabyte |
| 10245  | PiB    | pebibyte | –      | –        |
| 10246  | EiB    | exbibyte | –      | –        |
| 10247  | ZiB    | zebibyte | –      | –        |
| 10248  | YiB    | yobibyte |        |          |